# Gánti Tibor
Gánti Tibor (Vác, 1933. szeptember 10. – Nagymaros, 2009. április 15.) vegyészprofesszor és természettudós, a kemotonelmélet megalkotója.

## Élete
Édesapja órásmester volt. A Naszályon tett diákkori kirándulásai egy életre megszerettették vele a természetet. Később is szívesen vonult vissza a Dunakanyarba. Középiskolai tanulmányait Vácott végezte, de az utolsó évben Budapestre került. Ott is érettségizett, majd a budapesti Műszaki Egyetem Vegyészmérnöki karán szerzett diplomát.
Több munkahely után (pl. a váci Forte Fotokémiai Kutató) ledoktorált élelmiszer-kémiai témában. Ezt követően ipari mikrobiológia témakörben szerzett kandidátusi fokozatot. A Magyar Biológiai Társaság főtitkára (1978-1986), a Természet Világa főszerkesztője (1980-1990). 1980-ban védte meg nagydoktori disszertációját az elméleti biológia területén. Címzetes egyetemi tanárként 1981-óta akadémiai kutató volt az ELTE Genetikai, illetve Növényrendszertani Tanszékén (1981-1999). Kutatómunkáját az MTA Ökológiai Modellező Csoportjának tudományos tanácsadójaként végezte.
1987. és 2002. között a Váci Múzeum Egyesület elnöke. 2003-tól a Collegium Budapest munkatársa volt. 2009-ben hunyt el Nagymaroson.

## Tudományos munkássága

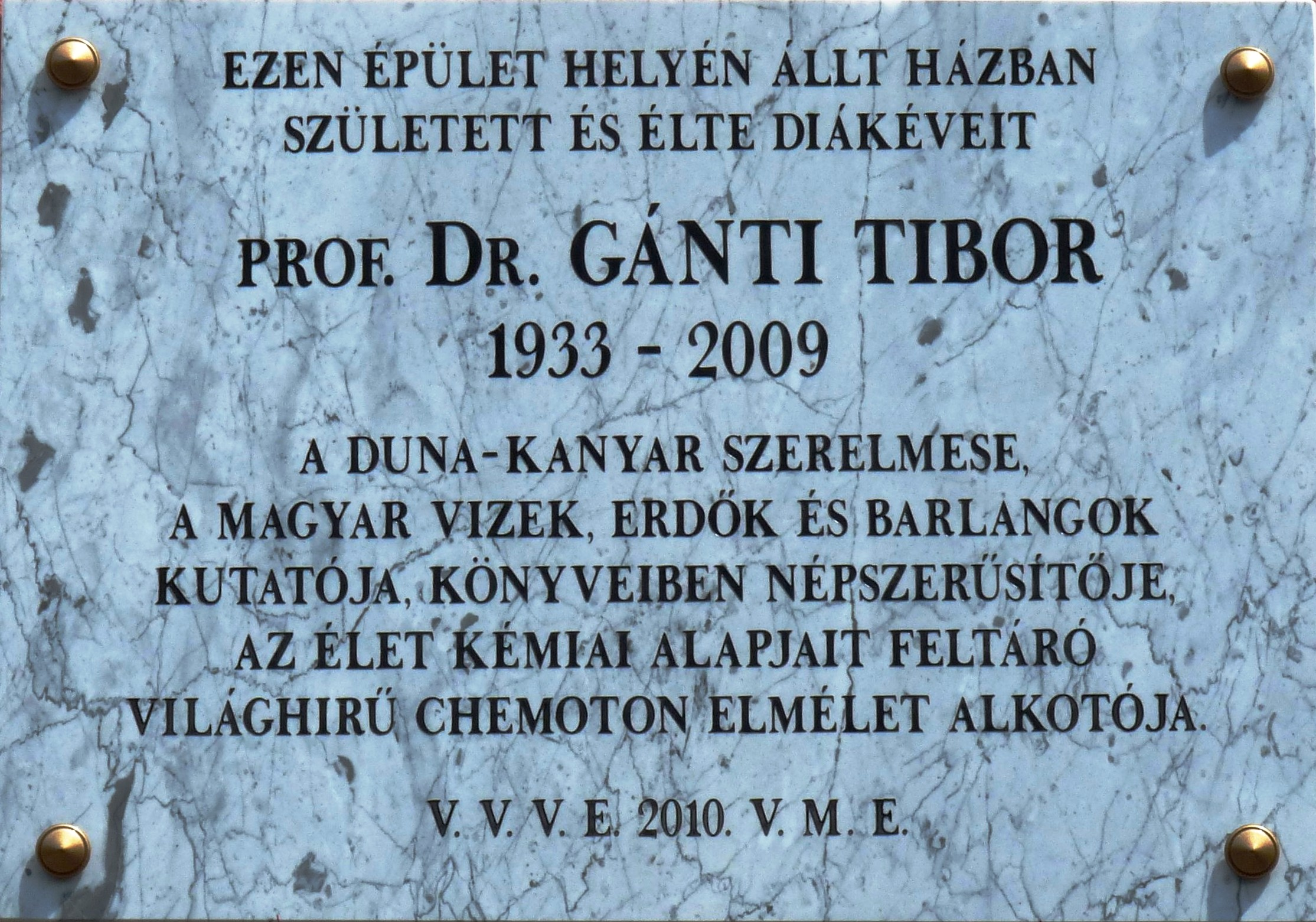
Gánti Tibor emléktáblája szülővárosában

Kutatói pályáját is a természet szeretete és kutatása határozta meg. Vegyészként és az elméleti biológia professzoraként is munkássága két fő irányba mutatott. Egyrészt az élet mibenlétének megismerésére, a sejt működésének modellezésére irányult. Másrészt a természetvédelemre, az élővilág megőrzésére irányult.
Munkásságának csúcsa az élet egy lehetséges definícióját nyújtó kemotonelmélet. Ez olyan összetett rendszer kémiai modelljét írja le, amelyik hasonlít egy egyszerű sejtre. Rendelkezik az élő sejt (és általában az élő rendszer) három tulajdonságával (három alrendszerével). Ezek egyike egy önreprodukáló kémiai gépezet, amely kis molekulájú és nagy energiatartalmú vegyületekből nagy molekulájú, összetettebb vegyületeket állít elő. A második alrendszer az örökítő alrendszer, amely a sejtek DNS-éhez hasonló szerepkörű. Ez vezérli a kettős szálú nagymolekulák működését. (A kettős szálak egyes szálakra szétválva mintaként szolgálnak az újabb nagymolekulák szintéziséhez.) A harmadik a sejtmembrán szerepét betöltő alrendszer. A sejtek esetén ez a membrán gömb alakban veszi körül az előbb említett két alrendszert. Ez a membrán egyrészt átengedi a tápanyagokat befelé és a salakanyagokat kifelé. Ugyanakkor szigetelőként viselkedik a belső nagy molekulájú anyagok számára. A kemoton tehát az élő rendszerek egyik fontos egységének, a sejtnek a minimál-modellje.

## Egy különleges kutatási terület: a marsiéletkutatása
Gánti Tibor fontos szerepet játszott egy űrkutatáshoz is kapcsolódó modell kidolgozásában. Munkatársaival a marsi sötét dűnefoltokhoz (DDS) kapcsolódó DDS-MSO modellt dolgozta ki, mely mindmáig nyitott kutatási terület és egy érdekes jelenségcsoport a Mars felszínén.

## Elismerései
- Herman Ottó-díj (1982),
- MTESZ-dij (1986),
- Pro Natura emlékérem (1989),
- Pest Megye Tudományos Díj (2006),
- Nagymaros díszpolgára (2007).

## Főbb könyvei

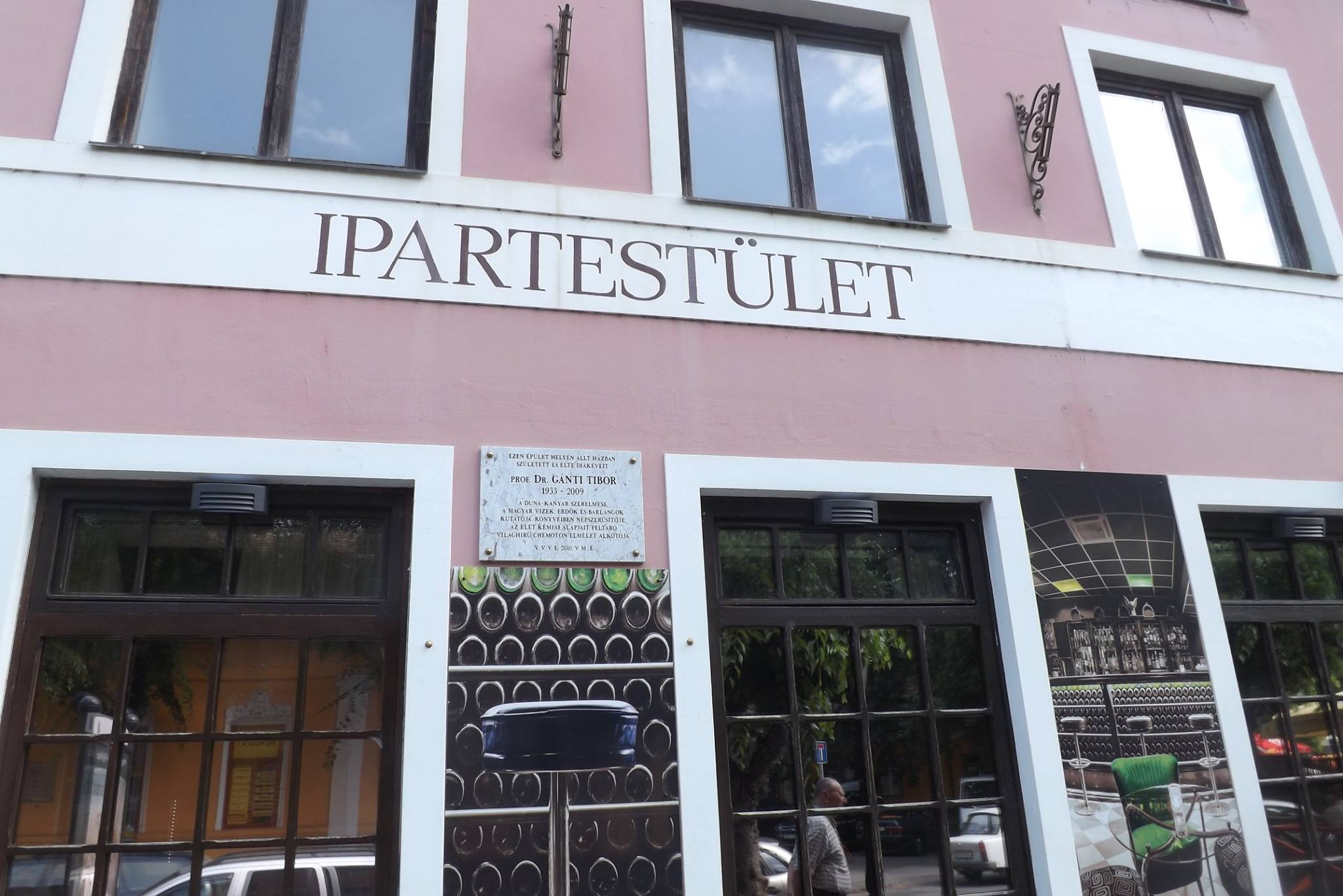
A Gánti Tibor szülőháza helyén álló ház és emléktábla Vácon

- Az élet princípiuma (Gondolat - 1971) (később 6 kiadást ért meg)
- Kvarkoktól a galaktikus társadalmakig (Kossuth - 1974)
- Az élet és születése (Tankönyvkiadó -1980)
- Eltűnő szigetek (Natura - 1983)
- Chemoton elmélet I. kötet A fluid automaták elmélete (OMIKK - 1980)
- Chemoton elmélet II. kötet Az élő rendszerek elmélete (OMIKK - 1989)
- Kontra Crick, avagy az élet mivolta (Gondolat - 1989)
- A remetesüldő, avagy az aggszűz (Kogitátor - 1992)
- Váci eltűnő szigetek Váci Önkormányzat (1994)
- Az élet általános elmélete (Műszaki Kiadó - 2000)
- The Principles of Life (Oxford University Press - 2003)
- Chemoton Theory. Vol.1. Theoretical Foundations of fluid Machineries (Kluwer Academic/Plenum Publishers - 2003)
- Chemoton Theory. Vol.2. Theory of Living Systems (Kluwer Academic/Plenum Publishers - 2003)

## Cikkek a DDS-kutatásban
- Tibor Gánti, András Horváth, Szaniszló Bérczi, Albert Gesztesi, Eörs Szathmáry (2003): Dark Dune Spots: Possible Biomarkers on Mars? Origins of Life and Evolution of the Biosphere. 33. No. 4-5. pp. 515–557.  (ISSN 0169-6149)
- Horváth A., Gánti T., Gesztesi A., Bérczi Sz., Szathmáry E. (2001): Probable evidences of recent biological activity on Mars: Appearance and growing of Dark Dune Spots in the South Polar Region. In Lunar and Planetary Science XXXII, Abstract #1543, Lunar and Planetary Institute, Houston (CD-ROM).
- A. Horváth, T. Gánti, Sz. Bérczi, A. Gesztesi, E. Szathmáry (2002): Morphological Analysis of the Dark Dune Spots on Mars: New Aspects in Biological Interpretation. In Lunar and Planetary Science XXXIII, Abstract #1108, Lunar and Planet. Institute, Houston (CD-ROM).
- T. Gánti, A. Horváth, Sz. Bérczi, A. Gesztesi, E. Szathmáry. (2002): Defrosting and Melting, Not Defrosting Alone. In Lunar and Planetary Science XXXIII, Abstract #1221, Lunar and Planetary Institute, Houston (CD-ROM).
- T. Gánti, A. Horváth, Sz. Bérczi, A. Gesztesi, E. Szathmáry (2003): Evidence for Water by Mars Odyssey is Compatible with a Biogenic DDS-Formation Process. In Lunar and Planetary Science XXXIV, Abstract #1134, Lunar and Planetary Institute, Houston (CD-ROM).